# Job (EDV)
In der Datenverarbeitung bezeichnet Job einen einzelnen, geschlossen vom Betriebssystem im Hintergrund auszuführenden Auftrag.
Ein Job entsprach früher einer Verarbeitung, die durch einen einzelnen Lochkartenstapel gesteuert wurde.

## IBM-Großrechner
Auf IBM-Großrechnern unter dem Betriebssystem z/OS werden Jobs von einem so genannten Job Entry Subsystem (JES2 oder JES3) interpretiert und laufen dann in einem bereits vorbereiteten Address Space, einem Initiator, ab. Die Steuerung innerhalb eines Jobs wird in der Skriptsprache Job Control Language (JCL) geschrieben. Eine Stapelverarbeitung (Batch) besteht aus einem ganzen Jobnetz, worin die einzelnen Jobs Abhängigkeiten voneinander haben, und wird in der Regel mit einer Steuersoftware wie OPC oder CTL/M gesteuert.

## IBM AS/400
Unter OS/400 ist der Bezeichner Job mit dem aus UNIX bekannten Prozess zu veranschaulichen.

## CDC-Großrechner
Auf CDC-Großrechnern unter den Betriebssystemen Scope 3.x oder NOS/Be (Lower Cyber) ist ein Job entweder
- ein Batch-Job, der durch einen realen oder virtuellen Kartenstapel in der Jobeingangsqueue zu starten veranlasst wurde, oder
- ein interaktives Kommando unter dem Timesharingsystem Intercom, das von einem Programm bearbeitet wird oder eine Operator-Interaktion erfordert,
- ein Multi-User-Job (MUJ), der mehrere interaktive Nutzer parallel bedient, oder
- ein Operator-Kommando, das einem Kontrollpunkt zugewiesen wurde, wie z. B. Janus oder Mfstat oder jedes Programm einer Systembibliothek.

## Shells
Der Begriff Job wird auch in Unix-Shells für Vorgänge verwendet, für die bestimmte Verwaltungsmöglichkeiten bestehen (job control).

## Grid Computing
Im Zusammenhang mit Computing Grids bezeichnet Job einen Rechenauftrag, der in das Grid übergeben wird.